# 1974-es Formula–1 kanadai nagydíj
A kanadai nagydíj volt az 1974-es Formula–1 világbajnokság tizennegyedik futama.

## Futam
Az utolsó előtti nagydíjat Kanadában rendezték, ahol Fittipaldi szerezte meg a pole-t, Lauda és Scheckter előtt. A rajtnál Lauda megelőzte brazil vetélytársát, a mezőny élén a négy világbajnoki esélyes haladt Lauda-Fittipaldi-Scheckter-Regazzoni sorrendben. Később Scheckter összetörte autóját fékhiba miatt, majd Lauda is balesetet szenvedett, miután törmeléken hajtott (elveszítve ezzel világbajnoki esélyét). Fittipaldi nyerte a versenyt Regazzoni és Peterson előtt.
Az utolsó futam előtt Fittipaldi és Regazzoni ugyanannyi ponttal rendelkezett, míg Scheckter 7 ponttal volt lemaradva tőlük.
| Helyezés | #  | Versenyző            | Csapat/Motor      | Körök | Idő/Kiesés oka    | Rajthely | Pontszám |
| -------- | -- | -------------------- | ----------------- | ----- | ----------------- | -------- | -------- |
| 1        | 5  | Emerson Fittipaldi   | McLaren-Ford      | 80    | 1:40:26,136       | 1        | 9        |
| 2        | 11 | Clay Regazzoni       | Ferrari           | 80    | + 13,034          | 6        | 6        |
| 3        | 1  | Ronnie Peterson      | Lotus-Ford        | 80    | + 14,494          | 10       | 4        |
| 4        | 24 | James Hunt           | Hesketh-Ford      | 80    | + 15,669          | 8        | 3        |
| 5        | 4  | Patrick Depailler    | Tyrrell-Ford      | 80    | + 55,322          | 7        | 2        |
| 6        | 6  | Denny Hulme          | McLaren-Ford      | 79    | + 1 kör           | 14       | 1        |
| 7        | 55 | Mario Andretti       | Parnelli-Ford     | 79    | + 1 kör           | 16       |          |
| 8        | 8  | Carlos Pace          | Brabham-Ford      | 79    | + 1 kör           | 9        |          |
| 9        | 7  | Carlos Reutemann     | Brabham-Ford      | 79    | + 1 kör           | 4        |          |
| 10       | 19 | Helmuth Koinigg      | Surtees-Ford      | 78    | + 2 kör           | 22       |          |
| 11       | 27 | Rolf Stommelen       | Lola-Ford         | 78    | + 2 kör           | 11       |          |
| 12       | 66 | Mark Donohue         | Team Penske-Ford  | 78    | + 2 kör           | 24       |          |
| 13       | 2  | Jacky Ickx           | Lotus-Ford        | 78    | + 2 kör           | 21       |          |
| 14       | 26 | Graham Hill          | Lola-Ford         | 77    | + 3 kör           | 20       |          |
| 15       | 21 | Jacques Laffite      | Iso Marlboro-Ford | 74    | Defekt            | 18       |          |
| 16       | 33 | Jochen Mass          | McLaren-Ford      | 72    | + 8 kör           | 12       |          |
| HN       | 15 | Chris Amon           | BRM               | 70    | Helyezés nélkül   | 25       |          |
| Kiesett  | 12 | Niki Lauda           | Ferrari           | 67    | Baleset           | 2        |          |
| Kiesett  | 16 | Tom Pryce            | Shadow-Ford       | 65    | Motorhiba         | 13       |          |
| Kiesett  | 28 | John Watson          | Brabham-Ford      | 61    | Felfüggesztés     | 15       |          |
| HN       | 14 | Jean-Pierre Beltoise | BRM               | 60    | Helyezés nélkül   | 17       |          |
| Kiesett  | 3  | Jody Scheckter       | Tyrrell-Ford      | 48    | Fék               | 3        |          |
| Kiesett  | 17 | Jean-Pierre Jarier   | Shadow-Ford       | 46    | Féltengely        | 5        |          |
| Kiesett  | 20 | Arturo Merzario      | Iso Marlboro-Ford | 40    | Meghajtás         | 19       |          |
| Kiesett  | 50 | Eppie Wietzes        | Brabham-Ford      | 33    | Motorhiba         | 26       |          |
| Kiesett  | 9  | Hans-Joachim Stuck   | March-Ford        | 12    | Üzemanyagrendszer | 23       |          |
| NK       | 18 | Derek Bell           | Surtees-Ford      |       |                   |          |          |
| NK       | 22 | Mike Wilds           | Ensign-Ford       |       |                   |          |          |
| NK       | 10 | Vittorio Brambilla   | March-Ford        |       |                   |          |          |
| NK       | 42 | Ian Ashley           | Brabham-Ford      |       |                   |          |          |

## Statisztikák
Vezető helyen:
- Niki Lauda: 67 (1-67)
- Emerson Fittipaldi: 13 (68-80)

Emerson Fittipaldi 12. győzelme, 6. pole-pozíciója, Niki Lauda 3. leggyorsabb köre.
- McLaren 12. győzelme.

Derek Bell utolsó versenye.